# Taux d'élucidation

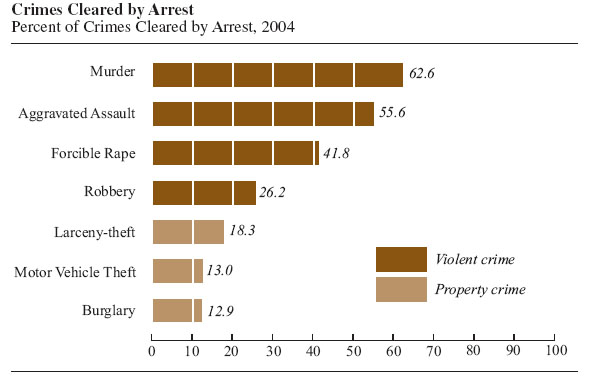
Graphique indiquant le taux global d'élucidation des crimes répertoriés dans l'Uniform Crime Report.

Le taux d'élucidation constaté dans un système policier ou judiciaire est le nombre de faits élucidés par rapport au total des crimes et délits enregistrés (plaintes déposées auprès de la police ou du procureur, infractions constatées par l'initiative des services de police). Un fait est réputé élucidé si au moins une personnes est soupçonnée par la police de l'avoir commis (la personne est mise en cause) et que ces soupçons sont transmis au parquet.
Le taux d'élucidation évolue sous l'effet de la variation conjointe du nombre d'élucidations (qui dépend de l'action des services de police, ou encore de la propension des témoins à informer les autorités, voire de la victime elle-même à donner le nom de son voleur ou agresseur) et du nombre total de crimes et délits (qui lui-même évolue sous l'effet d'un vaste ensemble de causes : conditions socio-économiques, démographie, santé mentale de populations, efficacité des mesures de protection des industriels ou des particuliers et de nombreuses autres encore).
C'est pourquoi le taux d'élucidation ne peut pas être pris comme mesure fiable de l'efficacité de la police. Si le numérateur est principalement (mais pas uniquement) lié à l'activité de la police, ce n'est pas le cas du dénominateur. En effet, les déterminants de la valeur de ce dernier (nombre total de crimes et délits enregistrés) sont principalement extra-policiers et s'expliquent essentiellement par les  conditions socio-économiques générales d'une société. Celles-ci renvoient en particulier aux notions d'incitation à commettre les crimes et délits (notamment les frustrations liées aux inégalités, ou conflit inter groupes), aux conditions de la réalisation (aisées ou compliquées). 